# FC 메스 B
FC 메스 B(프랑스어: Football Club de Metz B)는 프랑스의 축구 클럽이다. 또한 FC 메스의 리저브팀으로 활동 중이다.